# Casa Puig
|  | Aquest article tracta sobre l'edifici de l'Hospitalet de Llobregat. Vegeu-ne altres significats a «Casa Puig (Reus)». |

La Casa Puig és un edifici protegit com a bé cultural d'interès local a l'Hospitalet de Llobregat (Barcelonès).

## Descripció
És un habitatge unifamiliar de dues plantes i amb terrat.
La façana s'estén perpendicularment cap al costat, car la casa fa cantonada. Les finestres són amb llindes, hi ha dos per pis, i a la primera planta hi ha un balcó correguts amb una barana de fosa. Sobre les finestres hi ha motllures amb motius vegetals, i igual que a la barana del terrat, ambdues ornamentacions són de terra cuita, així com els respiradors de sota la cornisa. Al costat de la porta hi ha un escut amb la data "1890" i sobre la porta un altre escut amb les lletres "P" i "R". L'arrebossat fa línies horitzontals.
Des del carrer Enric Prat de la Riba es pot veure una petita torre de base quadrada que es feia servir com a mirador.